# Florian Myrtaj
Florian Myrtaj (Valona, 15 settembre 1976) è un dirigente sportivo ed ex calciatore albanese con cittadinanza italiana, di ruolo attaccante.

## Carriera

### Giocatore
Si trasferisce in Italia all'età di 13 anni, nel 1989. Ha debuttato in ambito professionistico nel 1995.
Ha militato in numerose squadre italiane, su tutte da ricordare Verona e Catanzaro in Serie B.
Dal 2008 al 2010 ha giocato nel Sorrento in Lega Pro Prima Divisione. Dal termine della sua esperienza a Sorrento risulta svincolato.
Il 23 gennaio 2011 è condannato a due mesi di stop e duemila euro di multa, pena sospesa, per doping, assieme al medico sociale del Teramo, Gaetano Bonolis, per aver, nel 2007, fatto uso di un farmaco contenente betametasone (cortisone) per curare un infortunio alla caviglia senza però nessuna richiesta di autorizzazione alla somministrazione alle autorità federali.

### Nazionale
Ha inoltre vestito in più occasioni la maglia della nazionale albanese, collezionando 25 presenze e 3 gol tra il 2002 e il 2006.

### Dirigente
Dal 18 luglio 2013 ricopre il ruolo di responsabile degli osservatori del Modena, fino al 13 febbraio 2014 quando risolve il suo contratto.

## Statistiche

### Presenze e reti nei club
Statistiche aggiornate al 18 maggio 2013.
| Stagione               | Squadra                | Campionato             | Campionato | Campionato | Coppe nazionali | Coppe nazionali | Coppe nazionali | Coppe continentali | Coppe continentali | Coppe continentali | Altre coppe | Altre coppe | Altre coppe | Totale | Totale |
| Stagione               | Squadra                | Comp                   | Pres       | Reti       | Comp            | Pres            | Reti            | Comp               | Pres               | Reti               | Comp        | Pres        | Reti        | Pres   | Reti   |
| ---------------------- | ---------------------- | ---------------------- | ---------- | ---------- | --------------- | --------------- | --------------- | ------------------ | ------------------ | ------------------ | ----------- | ----------- | ----------- | ------ | ------ |
| 1994-1995              | Modena                 | C1                     | 1          | 0          | CI              | 0               | 0               | -                  | -                  | -                  | -           | -           | -           | 1      | 0      |
| 1995-1996              | Sassuolo               | D                      | 24         | 2          | CI              | 0               | 0               | -                  | -                  | -                  | -           | -           | -           | 24     | 2      |
| 1996-1997              | Sassuolo               | D                      | 27         | 5          | CI              | 0               | 0               | -                  | -                  | -                  | -           | -           | -           | 27     | 5      |
| Totale Sassuolo        | Totale Sassuolo        | Totale Sassuolo        | 51         | 7          |                 | 0               | 0               |                    | -                  | -                  |             | -           | -           | 51     | 7      |
| 1997-1998              | Reggiolo               | D                      | 32         | 8          | CI              | 0               | 0               | -                  | -                  | -                  | -           | -           | -           | 32     | 8      |
| 1998-1999              | Reggiolo               | D                      | 32         | 15         | CI              | 0               | 0               | -                  | -                  | -                  | -           | -           | -           | 32     | 15     |
| Totale Reggiolo        | Totale Reggiolo        | Totale Reggiolo        | 64         | 23         |                 | 0               | 0               |                    | -                  | -                  |             | -           | -           | 64     | 23     |
| lug.-ago. 1999         | Alzano Virescit        | C1                     | 0          | 0          | CI              | 3               | 0               | -                  | -                  | -                  | -           | -           | -           | 3      | 0      |
| 1999-2000              | Teramo                 | C2                     | 27+2       | 6+0        | CI              | 0               | 0               | -                  | -                  | -                  | -           | -           | -           | 29     | 6      |
| 2000-gen. 2001         | Alzano Virescit        | C1                     | 1          | 0          | CI              | 0               | 0               | -                  | -                  | -                  | -           | -           | -           | 1      | 0      |
| Totale Alzano Virescit | Totale Alzano Virescit | Totale Alzano Virescit | 1          | 0          |                 | 3               | 0               |                    | -                  | -                  |             | -           | -           | 4      | 0      |
| gen.-giu. 2001         | Teramo                 | C2                     | 23+4       | 16+2       | CI              | 0               | 0               | -                  | -                  | -                  | -           | -           | -           | 27     | 18     |
| 2001-2002              | Teramo                 | C2                     | 30         | 25         | CI              | 0               | 0               | -                  | -                  | -                  | -           | -           | -           | 30     | 25     |
| 2002-2003              | Cesena                 | C1                     | 28+2       | 12+0       | CI              | 0               | 0               | -                  | -                  | -                  | -           | -           | -           | 30     | 12     |
| 2003-2004              | Verona                 | B                      | 41         | 13         | CI              | 1               | 1               | -                  | -                  | -                  | -           | -           | -           | 42     | 14     |
| 2004-gen. 2005         | Verona                 | B                      | 4          | 1          | CI              | 1               | 0               | -                  | -                  | -                  | -           | -           | -           | 5      | 1      |
| Totale Verona          | Totale Verona          | Totale Verona          | 45         | 14         |                 | 2               | 1               |                    | -                  | -                  |             | -           | -           | 47     | 15     |
| gen.-giu. 2005         | Catanzaro              | B                      | 14         | 4          | CI              | 0               | 0               | -                  | -                  | -                  | -           | -           | -           | 14     | 4      |
| 2005-gen. 2006         | Catanzaro              | B                      | 12         | 0          | CI              | 1               | 0               | -                  | -                  | -                  | -           | -           | -           | 13     | 0      |
| Totale Catanzaro       | Totale Catanzaro       | Totale Catanzaro       | 26         | 4          |                 | 1               | 0               |                    | -                  | -                  |             | -           | -           | 27     | 4      |
| gen.-giu. 2006         | Perugia                | C1                     | 15         | 0          | CI              | 0               | 0               | -                  | -                  | -                  | -           | -           | -           | 15     | 0      |
| 2006-2007              | Teramo                 | C1                     | 33+2       | 8+2        | CI              | 0               | 0               | -                  | -                  | -                  | -           | -           | -           | 35     | 10     |
| Totale Teramo          | Totale Teramo          | Totale Teramo          | 113+8      | 55+4       |                 | 0               | 0               |                    | -                  | -                  |             | -           | -           | 121    | 59     |
| 2007-2008              | Arezzo                 | C1                     | 18         | 6          | CI              | 0               | 0               | -                  | -                  | -                  | -           | -           | -           | 18     | 6      |
| 2008-2009              | Sorrento               | 1D                     | 20         | 8          | CI              | 0               | 0               | -                  | -                  | -                  | -           | -           | -           | 20     | 8      |
| 2009-2010              | Sorrento               | 1D                     | 21         | 6          | CI              | 0               | 0               | -                  | -                  | -                  | -           | -           | -           | 21     | 6      |
| Totale Sorrento        | Totale Sorrento        | Totale Sorrento        | 41         | 14         |                 | 0               | 0               |                    | -                  | -                  |             | -           | -           | 41     | 14     |
| ott. 2010-2011         | Dellese                | Ecc.                   | 0          | 0          | CI              | 0               | 0               | -                  | -                  | -                  | -           | -           | -           | 0      | 0      |
| 2011-2012              | Dellese                | Ecc.                   | 0          | 0          | CI              | 0               | 0               | -                  | -                  | -                  | -           | -           | -           | 0      | 0      |
| 2012-2013              | Dellese                | Ecc.                   | 0          | 0          | CI              | 0               | 0               | -                  | -                  | -                  | -           | -           | -           | 0      | 0      |
| Totale Dellese         | Totale Dellese         | Totale Dellese         | 0          | 0          |                 | 0               | 0               |                    | -                  | -                  |             | -           | -           | 0      | 0      |
| Totale carriera        | Totale carriera        | Totale carriera        | 403+10     | 135+4      |                 | 6               | 1               |                    | -                  | -                  |             | -           | -           | 419    | 140    |

### Cronologia presenze e reti in nazionale
| Cronologia completa delle presenze e delle reti in nazionale ― Albania | Cronologia completa delle presenze e delle reti in nazionale ― Albania | Cronologia completa delle presenze e delle reti in nazionale ― Albania | Cronologia completa delle presenze e delle reti in nazionale ― Albania | Cronologia completa delle presenze e delle reti in nazionale ― Albania | Cronologia completa delle presenze e delle reti in nazionale ― Albania | Cronologia completa delle presenze e delle reti in nazionale ― Albania | Cronologia completa delle presenze e delle reti in nazionale ― Albania |
| Data                                                                   | Città                                                                  | In casa                                                                | Risultato                                                              | Ospiti                                                                 | Competizione                                                           | Reti                                                                   | Note                                                                   |
| ---------------------------------------------------------------------- | ---------------------------------------------------------------------- | ---------------------------------------------------------------------- | ---------------------------------------------------------------------- | ---------------------------------------------------------------------- | ---------------------------------------------------------------------- | ---------------------------------------------------------------------- | ---------------------------------------------------------------------- |
| 5-1-2002                                                               | Manama                                                                 | Macedonia                                                              | 0 – 0                                                                  | Albania                                                                | Amichevole                                                             | -                                                                      |                                                                        |
| 7-1-2002                                                               | Manama                                                                 | Finlandia                                                              | 1 – 1                                                                  | Albania                                                                | Amichevole                                                             | -                                                                      | 57’                                                                    |
| 10-1-2002                                                              | Manama                                                                 | Bahrein                                                                | 3 – 0                                                                  | Albania                                                                | Amichevole                                                             | -                                                                      | 25’                                                                    |
| 17-4-2002                                                              | Andorra La Vella                                                       | Andorra                                                                | 2 – 0                                                                  | Albania                                                                | Amichevole                                                             | -                                                                      | 70’                                                                    |
| 12-10-2002                                                             | Scutari                                                                | Albania                                                                | 1 – 1                                                                  | Svizzera                                                               | Qual. Euro 2004                                                        | -                                                                      | 71’                                                                    |
| 16-10-2002                                                             | Volgograd                                                              | Russia                                                                 | 4 – 1                                                                  | Albania                                                                | Qual. Euro 2004                                                        | -                                                                      | 69’                                                                    |
| 12-2-2003                                                              | Bastia Umbra                                                           | Albania                                                                | 5 – 0                                                                  | Vietnam                                                                | Amichevole                                                             | 2                                                                      | 72’                                                                    |
| 29-3-2003                                                              | Scutari                                                                | Albania                                                                | 3 – 1                                                                  | Russia                                                                 | Qual. Euro 2004                                                        | -                                                                      | 70’                                                                    |
| 2-4-2003                                                               | Scutari                                                                | Albania                                                                | 0 – 0                                                                  | Irlanda                                                                | Qual. Euro 2004                                                        | -                                                                      | 69’                                                                    |
| 30-4-2003                                                              | Sofia                                                                  | Bulgaria                                                               | 2 – 0                                                                  | Albania                                                                | Amichevole                                                             | -                                                                      | 72’                                                                    |
| 7-6-2003                                                               | Dublino                                                                | Irlanda                                                                | 2 – 1                                                                  | Albania                                                                | Qual. Euro 2004                                                        | -                                                                      | 85’                                                                    |
| 20-8-2003                                                              | Prilep                                                                 | Macedonia                                                              | 3 – 1                                                                  | Albania                                                                | Amichevole                                                             | -                                                                      | 81’                                                                    |
| 18-2-2004                                                              | Tirana                                                                 | Albania                                                                | 2 – 1                                                                  | Svezia                                                                 | Amichevole                                                             | -                                                                      | 46’                                                                    |
| 31-3-2004                                                              | Scutari                                                                | Albania                                                                | 2 – 1                                                                  | Islanda                                                                | Amichevole                                                             | -                                                                      | 46’                                                                    |
| 28-4-2004                                                              | Tallinn                                                                | Estonia                                                                | 1 – 1                                                                  | Albania                                                                | Amichevole                                                             | -                                                                      | 90’                                                                    |
| 18-8-2004                                                              | Limassol                                                               | Cipro                                                                  | 2 – 1                                                                  | Albania                                                                | Amichevole                                                             | -                                                                      | 46’                                                                    |
| 4-9-2004                                                               | Tirana                                                                 | Albania                                                                | 2 – 1                                                                  | Grecia                                                                 | Qual. Mondiali 2006                                                    | -                                                                      | 73’                                                                    |
| 8-9-2004                                                               | Tbilisi                                                                | Georgia                                                                | 2 – 0                                                                  | Albania                                                                | Qual. Mondiali 2006                                                    | -                                                                      | 68’                                                                    |
| 9-2-2005                                                               | Tirana                                                                 | Albania                                                                | 0 – 2                                                                  | Ucraina                                                                | Qual. Mondiali 2006                                                    | -                                                                      | 76’                                                                    |
| 29-5-2005                                                              | Stettino                                                               | Polonia                                                                | 1 – 0                                                                  | Albania                                                                | Amichevole                                                             | -                                                                      | 46’                                                                    |
| 4-6-2005                                                               | Scutari                                                                | Albania                                                                | 3 – 2                                                                  | Georgia                                                                | Qual. Mondiali 2006                                                    | -                                                                      | 64’                                                                    |
| 8-6-2005                                                               | Copenaghen                                                             | Danimarca                                                              | 3 – 1                                                                  | Albania                                                                | Qual. Mondiali 2006                                                    | -                                                                      | 82’                                                                    |
| 17-8-2005                                                              | Tirana                                                                 | Albania                                                                | 2 – 1                                                                  | Azerbaigian                                                            | Amichevole                                                             | -                                                                      | 46’                                                                    |
| 3-9-2005                                                               | Tirana                                                                 | Albania                                                                | 2 – 1                                                                  | Kazakistan                                                             | Qual. Mondiali 2006                                                    | 1                                                                      | 90’                                                                    |
| 1-3-2006                                                               | Tirana                                                                 | Albania                                                                | 1 – 2                                                                  | Lituania                                                               | Amichevole                                                             | -                                                                      | 46’                                                                    |
| Totale                                                                 |                                                                        | Presenze                                                               | 25                                                                     |                                                                        | Reti                                                                   | 3                                                                      |                                                                        |

## Palmarès

### Competizioni nazionali
- Campionato italiano Serie C2: 1

Teramo: 2001-2002

### Individuale
- Capocannoniere della Serie C2: 2

2000-2001 (16 gol), 2001-2002 (25 gol)